# Cementerio de Tolomato
El Cementerio de Tolomato (en inglés: Tolomato Cemetery) es un cementerio católico situado en la calle Córdoba en San Agustín, Florida al sur de Estados Unidos. El cementerio era la antigua ubicación de " Tolomato " , un pueblo de los nativos Guale que se convirtieron al cristianismo y que los frailes franciscanos atendieron. El sitio fue el lugar donde existió la misión franciscana como aparece registrad en un mapa de 1737 de San Agustín. Un cementerio para los habitantes del pueblo también se encuentra en los jardines, con una porción de este cementerio reservado para los antiguos esclavos negros estadounidenses, que se habían convertido al catolicismo después de escapar de la esclavitud en las Carolinas.
Tolomato estaba justo fuera de la ciudad a través de la Línea del Rosario, una línea defensiva construida en el primer período español , que consistió en un terraplén de tierra sembrado de cactus y Yucca gloriosa, también conocida como dagas españolas.